# Должанская волость (Изюмский уезд)
Должанская во́лость — историческая административно-территориальная единица Изюмского уезда Харьковской губернии с волостным правлением в слободе Долгенькой.
По состоянию на 1885 год состояла из 14 поселений, 7 сельских общин. Население — 5655 человек (2813 человек мужского пола и 2842 — женского), 1094 дворовых хозяйства.
|                       | Площадь | В т.ч. пахотной |
| --------------------- | ------- | --------------- |
| Сельских общин        | 14220   | 7907            |
| Частной собственности | 590     | 538             |
| Другой собственности  | 33      | 33              |
| В целом               | 14843   | 8478            |

Основные поселения волости:
- Долгенькая - бывшая государственная слобода в 18 верстах от уездного города, 441 двор, 2422 жителя. В слободе волостное правление, православная церковь, школа, ярмарка (9 мая).[1]
- Малая Камышеваха - бывшая государственная слобода, 330 дворов, 1574 жителя. В слободе православная церковь, школа.[1]

Храмы волости:
- Николаевская церковь в слободе Долгенькая.[2]
- Троицкая церковь в слободе Малая Камышеваха.[2]